# Hosta (Pyrénées-Atlantiques)
Pour les articles homonymes, voir Hosta.
Hosta est une commune française, située dans le département des Pyrénées-Atlantiques en région Nouvelle-Aquitaine.
Le gentilé est Hoztar.

## Géographie

### Localisation
La commune d'Hosta se trouve dans le département des Pyrénées-Atlantiques, en région Nouvelle-Aquitaine.
Elle se situe à 114 km par la route de Pau, préfecture du département, à 73 km de Bayonne, sous-préfecture, et à 29 km de Saint-Palais, bureau centralisateur du canton du Pays de Bidache, Amikuze et Ostibarre dont dépend la commune depuis 2015 pour les élections départementales.
La commune fait en outre partie du bassin de vie de Saint-Jean-Pied-de-Port.
Sur le plan historique et culturel, Hosta fait partie de la province de la Basse-Navarre, un des sept territoires composant le Pays basque,. La Basse-Navarre en est la province la plus variée en ce qui concerne son patrimoine, mais aussi la plus complexe du fait de son morcellement géographique. Depuis 1999, l'Académie de la langue basque ou Euskalzaindia divise la Basse-Navarre en six zones,. La commune est dans le pays d’Ostabarret (Oztibarre), à l’est de ce territoire.

### Communes limitrophes
Les communes les plus proches sont : 
Béhorléguy (4,1 km), Mendive (4,6 km), Ibarrolle (4,7 km), Saint-Just-Ibarre (4,7 km), Lecumberry (5,2 km), Bunus (5,9 km), Ahaxe-Alciette-Bascassan (6,3 km), Gamarthe (6,6 km).
| Bussunarits-Sarrasquette | Ibarrolle  | Saint-Just-Ibarre              |
| Lecumberry               | Hosta      |                                |
|                          | Béhorléguy | Aussurucq (par un quadripoint) |

### Géologie
La région, constituée par des marnes dans les zones de faible altitude, s'adosse au massif des Arbailles daté du mésozoïque et comprenant des crêtes aigües formées par des lapiaz de l'urgonien. L'anticlinal constitue un karst très propice à la captation d'eau. Ainsi les sources Zahagui et Hastokia alimentent le syndicat d'adduction d'eau potable (SIVU) de l'Ostabarret.

### Hydrographie

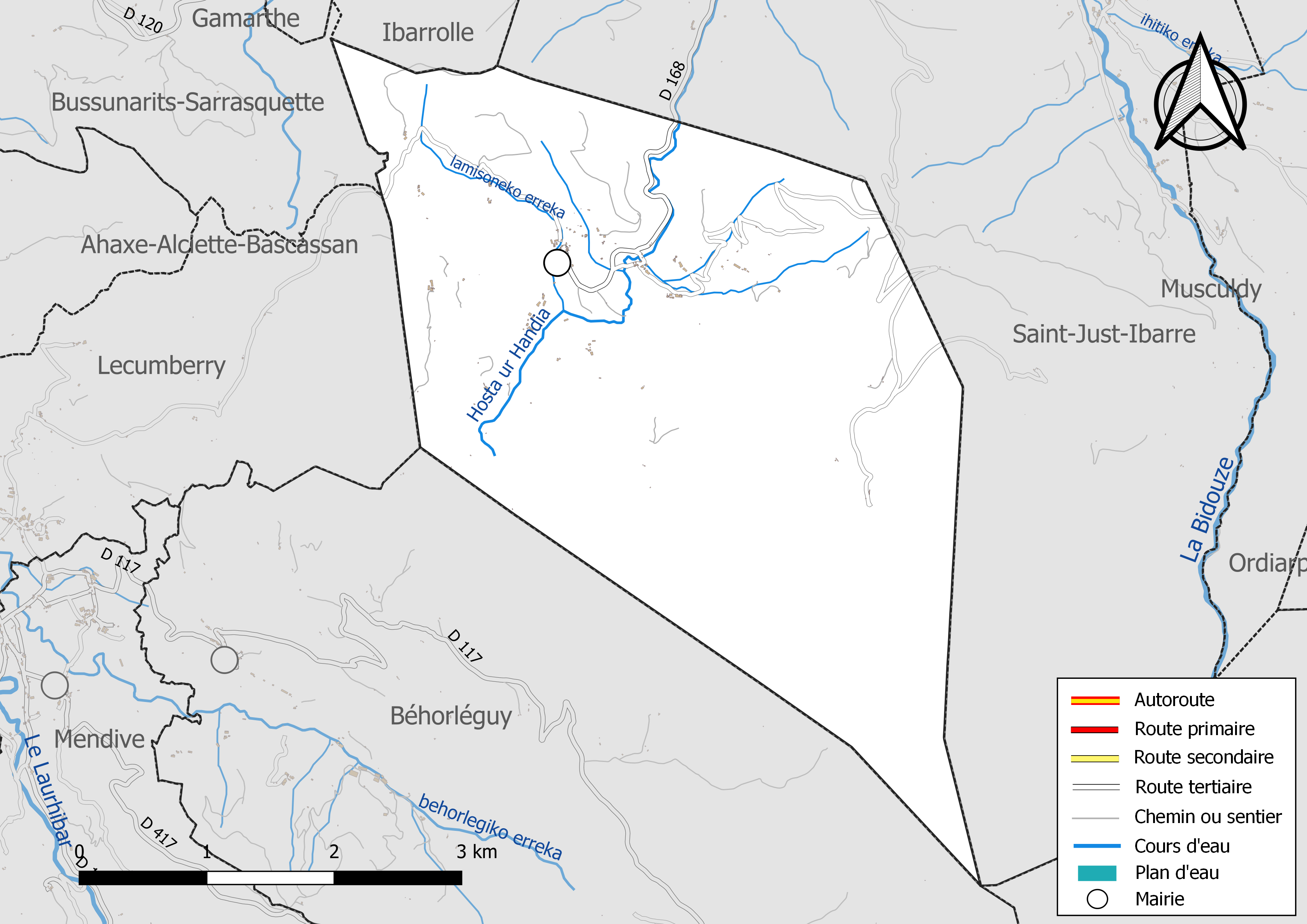
Réseaux hydrographique et routier d'Hosta.

La commune est drainée par l’Hosta ur Handia, affluent de la Bidouze à Bunus, avec ses propres tributaires Behorteko erreka et Lamissoneko erreka et divers petits cours d'eau, constituant un réseau hydrographique de 11 km de longueur totale,.

### Climat
Pour des articles plus généraux, voir Climat de la Nouvelle-Aquitaine et Climat des Pyrénées-Atlantiques.
Historiquement, la commune est exposée à un micro climat océanique basque.  
En 2020, Météo-France publie une typologie des climats de la France métropolitaine dans laquelle la commune est exposée à un climat de montagne et est dans la région climatique Pyrénées atlantiques, caractérisée par une pluviométrie élevée (>1 200 mm/an) en toutes saisons, des hivers très doux (7,5 °C en plaine) et des vents faibles.
Pour la période 1971-2000, la température annuelle moyenne est de 13,1 °C, avec une amplitude thermique annuelle de 12,6 °C. Le cumul annuel moyen de précipitations est de 1 709 mm, avec 12,7 jours de précipitations en janvier et 9,8 jours en juillet. Pour la période 1991-2020, la température moyenne annuelle observée sur la station météorologique la plus proche, située sur la commune de Mendive à 5 km à vol d'oiseau, est de 14,1 °C et le cumul annuel moyen de précipitations est de 1 523,7 mm,. Pour l'avenir, les paramètres climatiques de la commune estimés pour 2050 selon différents scénarios d’émission de gaz à effet de serre sont consultables sur un site dédié publié par Météo-France en novembre 2022.

### Milieux naturels et biodiversité

#### Réseau Natura 2000
Le réseau Natura 2000 est un réseau écologique européen de sites naturels d'intérêt écologique élaboré à partir des Directives « Habitats » et « Oiseaux », constitué de zones spéciales de conservation (ZSC) et de zones de protection spéciale (ZPS).
Un site Natura 2000 a été défini sur la commune au titre de la « directive Habitats », : 
- le « massif des Arbailles », d'une superficie de 12 784 ha, présentant une flore très diversifiée marquée par une nette influence atlantique et montagnarde. Cependant, les versants exposés au Sud Sud-Est et Est abritent une flore thermophile remarquable[23] et une au titre de la « directive Oiseaux »[22],[Carte 3] :
- la « Haute Soule : forêt des Arbailles », d'une superficie de 7 114 ha, présentant une grande diversité de milieux à des altitudes moyennes fournissant gîte et couvert pour la faune ornithologique pyrénéenne[24].

#### Zones naturelles d'intérêt écologique, faunistique et floristique
L’inventaire des zones naturelles d'intérêt écologique, faunistique et floristique (ZNIEFF) a pour objectif de réaliser une couverture des zones les plus intéressantes sur le plan écologique, essentiellement dans la perspective d’améliorer la connaissance du patrimoine naturel national et de fournir aux différents décideurs un outil d’aide à la prise en compte de l’environnement dans l’aménagement du territoire.
Une ZNIEFF de type 1 est recensée sur la commune, : 
la « forêt des Arbailles » (6 283,64 ha), couvrant 9 communes du département et deux ZNIEFF de type 2,, : 
- les « landes, bois et prairies du bassin de la Bidouze » (11 263,46 ha), couvrant 25 communes du département[27] ;
- le « massif des Arbailles » (14 782,04 ha), couvrant 13 communes du département[28].

## Urbanisme

### Typologie
Au 1er janvier 2024, Hosta est catégorisée commune rurale à habitat très dispersé, selon la nouvelle grille communale de densité à sept niveaux définie par l'Insee en 2022.
Elle est située hors unité urbaine et hors attraction des villes,.

### Occupation des sols

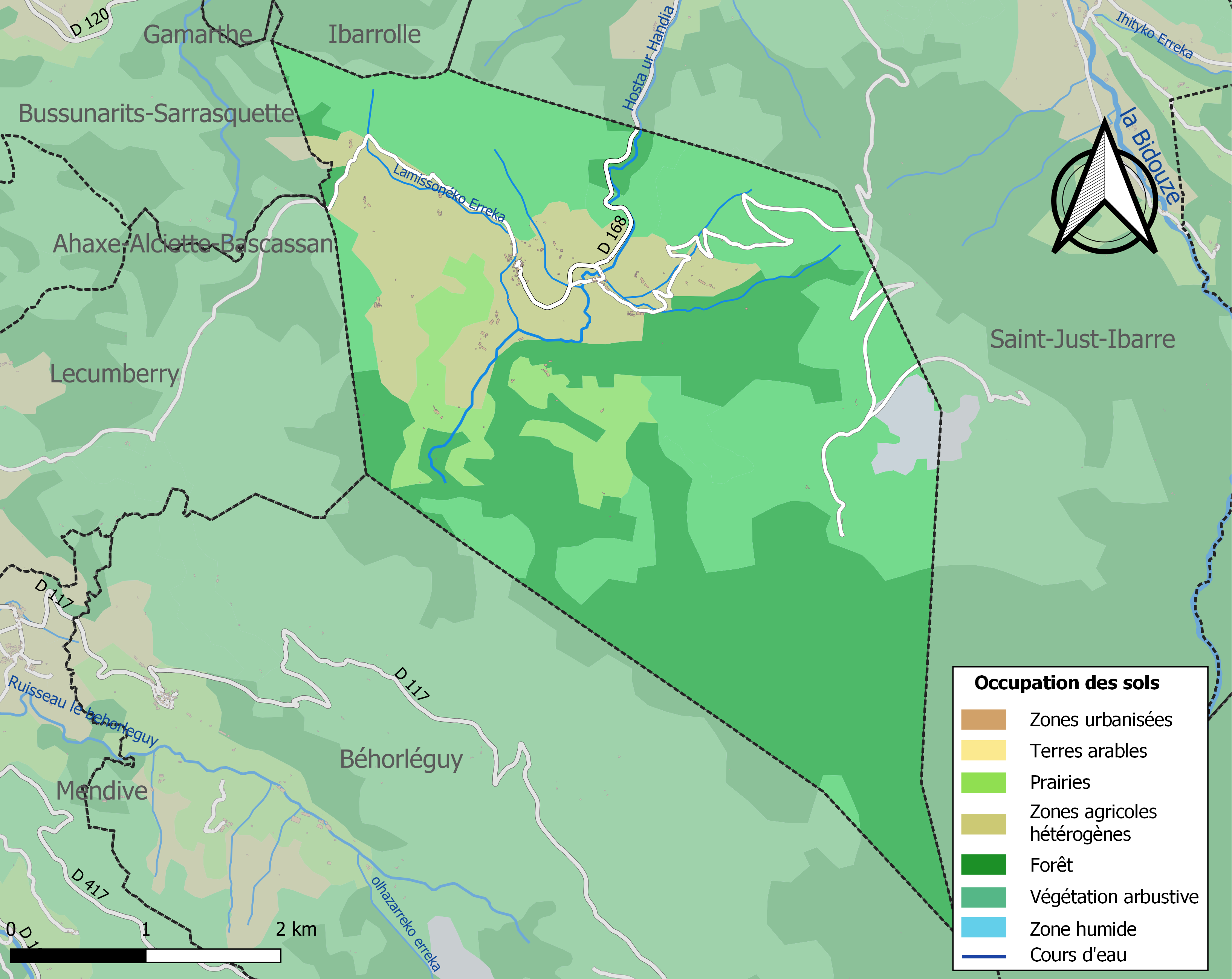
Carte des infrastructures et de l'occupation des sols de la commune en 2018 (CLC).

L'occupation des sols de la commune, telle qu'elle ressort de la base de données européenne d’occupation biophysique des sols Corine Land Cover (CLC), est marquée par l'importance des forêts et milieux semi-naturels (78 % en 2018), en diminution par rapport à 1990 (81,4 %). La répartition détaillée en 2018 est la suivante : 
forêts (40,2 %), milieux à végétation arbustive et/ou herbacée (36,3 %), zones agricoles hétérogènes (15,4 %), prairies (6,6 %), espaces ouverts, sans ou avec peu de végétation (1,5 %). L'évolution de l’occupation des sols de la commune et de ses infrastructures peut être observée sur les différentes représentations cartographiques du territoire : la carte de Cassini (XVIIIe siècle), la carte d'état-major (1820-1866) et les cartes ou photos aériennes de l'IGN pour la période actuelle (1950 à aujourd'hui).

### Lieux-dits, hameaux et écarts
Inventoriés en 1887 par Julien Sacaze :
- Herria ;
- Urruty (Husturruty) ;
- Burgance (Burgantza) ;
- Bastida ;
- Cherca (Xerca) ;
- Bassaburia (Basaburia).

Les lieux-dits suivants sont aussi relevés par l'IGN :
- Antxola ;
- Garakoetxea ;
- Haztokia ;
- Luroa ;
- Urrutigaraia.

### Habitat et logement
En 2018, le nombre total de logements dans la commune était de 52, alors qu'il était de 48 en 2013 et de 41 en 2008.
Parmi ces logements, 56,6 % étaient des résidences principales, 41,3 % des résidences secondaires et 2,1 % des logements vacants. Ces logements étaient pour 86,7 % d'entre eux des maisons individuelles et pour 13,3 % des appartements.
Le tableau ci-dessous présente la typologie des logements à Hosta en 2018 en comparaison avec celle des Pyrénées-Atlantiques et de la France entière. Une caractéristique marquante du parc de logements est ainsi une proportion de résidences secondaires et logements occasionnels (41,3 %) très supérieure à celle du département (13,5 %) et à celle de la France entière (9,7 %). Concernant le statut d'occupation de ces logements, 79,4 % des habitants de la commune sont propriétaires de leur logement (92,3 % en 2013), contre 61,3 % pour les Pyrénées-Atlantiques et 57,5 % pour la France entière.
| Typologie                                               | Hosta | Pyrénées-Atlantiques | France entière |
| ------------------------------------------------------- | ----- | -------------------- | -------------- |
| Résidences principales (en %)                           | 56,6  | 78,3                 | 82,1           |
| Résidences secondaires et logements occasionnels (en %) | 41,3  | 13,5                 | 9,7            |
| Logements vacants (en %)                                | 2,1   | 8,1                  | 8,2            |

Le nombre moyen de pièces est de 6,4 pour les maisons et 3,0 pour les appartements.
|            | nombre | pourcentage |
| ---------- | ------ | ----------- |
| avant 1919 | 20     | 61,8        |
| 1919-1945  | 4      | 11,8        |
| 1946-1970  | 1      | 2,91        |
| 1971-1990  | 2      | 5,9         |
| 1991-2005  | 3      | 8,8         |
| 2006-2015  | 3      | 8,8         |

### Voies de communication et transports
Hosta est accessible par la route départementale D 168.
La gare TER la plus proche est celle de Saint-Jean-Pied-de-Port à 17,1 km (ligne Saint-Jean-Pied-de-Port - Bayonne). La gare TGV la plus proche est celle d'Orthez à 61,5 km (ligne Tarbes - Paris Montparnasse).
L'aéroport le plus proche est celui de Biarritz-Pays Basque à 70,3 km.
100 % des ménages ont au moins une voiture et 64,7 % en ont deux ou plus en 2019. Les transports utilisés en 2019 pour se rendre au travail sont les suivants :
| Moyen de déplacement      |        |
| ------------------------- | ------ |
| pas de déplacement        | 35,6 % |
| marche, roller, patinette | 2,2 %  |
| vélo (y compris VAE)      | 0      |
| 2 roues motorisées        | 0      |
| voiture                   | 62,2 % |
| transport en commun       | 0      |

### Risques naturels et technologiques
Le territoire de la commune d'Hosta est vulnérable à différents aléas naturels : météorologiques (tempête, orage, neige, grand froid, canicule ou sécheresse), inondations, feux de forêts et séisme (sismicité moyenne). Il est également exposé à un risque particulier : le risque de radon. Un site publié par le BRGM permet d'évaluer simplement et rapidement les risques d'un bien localisé soit par son adresse soit par le numéro de sa parcelle.

#### Risques naturels
Certaines parties du territoire communal sont susceptibles d’être affectées par le risque d’inondation par une crue torrentielle ou à montée rapide de cours d'eau. La commune a été reconnue en état de catastrophe naturelle au titre des dommages causés par les inondations et coulées de boue survenues en 1982, 1983, 2009 et 2014,.
Hosta est exposée au risque de feu de forêt. En 2020, le premier plan de protection des forêts contre les incendies (PDPFCI) a été adopté pour la période 2020-2030. La réglementation des usages du feu à l’air libre et les obligations légales de débroussaillement dans le département des Pyrénées-Atlantiques font l'objet d'une consultation de public ouverte du 16 septembre au 7 octobre 2022,.

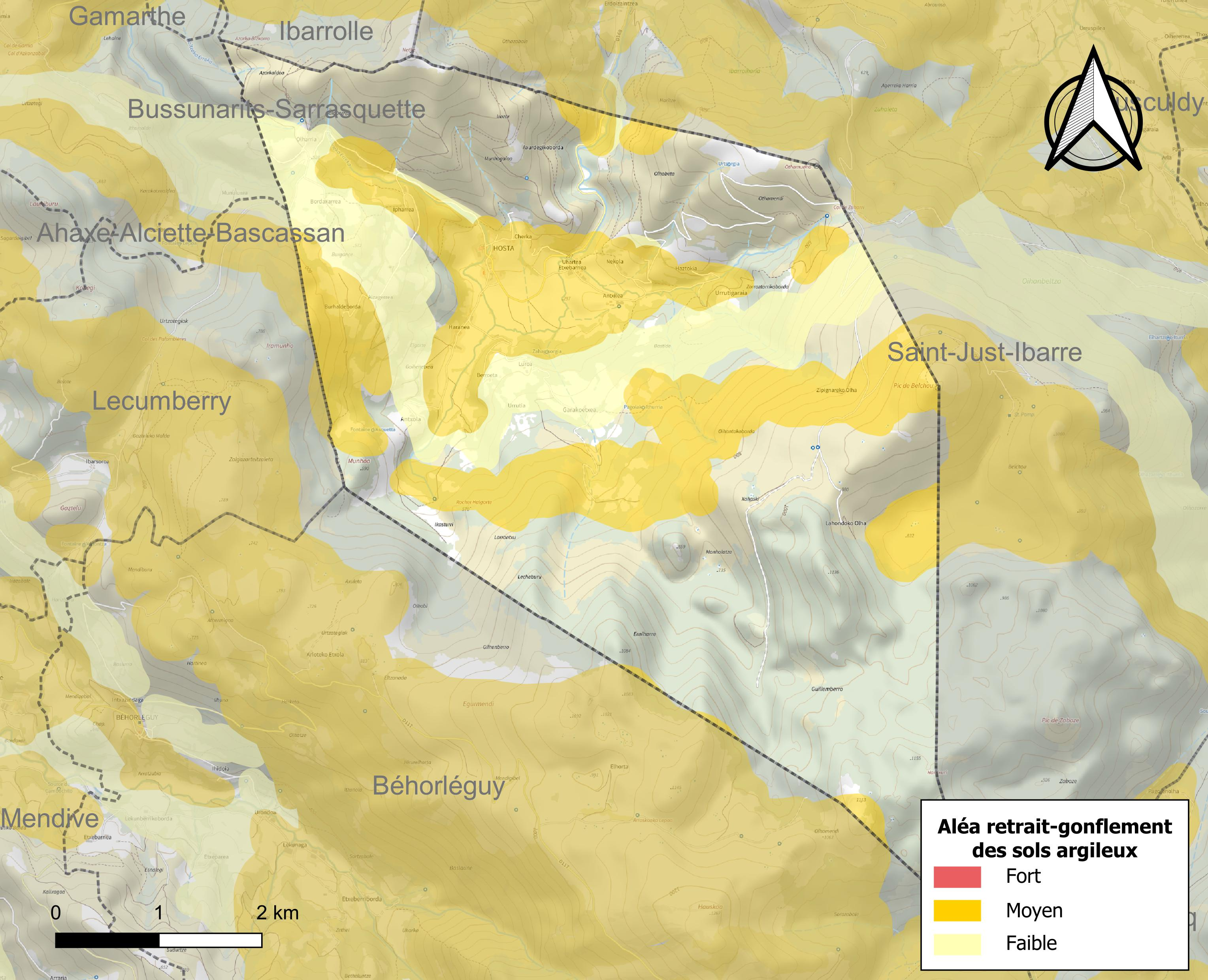
Carte des zones d'aléa retrait-gonflement des sols argileux d'Hosta.

Le retrait-gonflement des sols argileux est susceptible d'engendrer des dommages importants aux bâtiments en cas d’alternance de périodes de sécheresse et de pluie. 30,7 % de la superficie communale est en aléa moyen ou fort (59 % au niveau départemental et 48,5 % au niveau national). Depuis le 1er octobre 2020, en application de la loi ELAN, différentes contraintes s'imposent aux vendeurs, maîtres d'ouvrages ou constructeurs de biens situés dans une zone classée en aléa moyen ou fort,.
La région est située en zone sismique 4 correspondant à un risque moyen. Parmi les très nombreux évènements récents (depuis 1980) les plus importants se sont produits en 2008 et 2010. Situés à 5 km de profondeur, leur magnitude était ML=2,6, donc trop faibles pour être ressentis

#### Risque particulier
Dans plusieurs parties du territoire national, le radon, accumulé dans certains logements ou autres locaux, peut constituer une source significative d’exposition de la population aux rayonnements ionisants. Selon la classification de 2018, la commune d'Hosta est classée en zone 3, à savoir zone à potentiel radon significatif.

## Toponymie

### Attestations anciennes
Le toponyme Hosta apparaît, sous les formes
Sanctus Petrus de Oste (1160), 
Oste (1306),  
Ozta (1350),
Hozte (1365),
Oxta (1402, titres de Navarre, E 459), 
Hoste (1472, notaires de Labastide-Villefranche), 
Osta (1513, titres de Pampelune) et 
Hoxta (1621, Martin Biscay).
Le nom est probablement dérivé de hotz (froid).

### Graphie basque
Son nom basque actuel est Hozta.

## Histoire
Une première délimitation du sud de la commune et donc de celle de l'Ostabarret en 1765 entraîne la création d'une région de quint : le Quinto d'Ostibar-Garaci, profond au maximum de un kilomètre. Il s'agit d'une zone de terres communes indivises. C'est une réminiscence des fasceries du Moyen Âge scellant les accords d'exploitation des régions entre deux vallées. La délimitation définitive aura lieu en 1830.
La Première Guerre mondiale entraîne une hécatombe d'hommes jeunes puisque 11 d'entre eux meurent. Cela représente environ un quart des hommes de la tranche 21-49 ans susceptibles de porter une arme,.

## Politique et administration

### Rattachements administratifs et électoraux

#### Rattachements administratifs
La commune se trouve depuis 1926 dans l'arrondissement de Bayonne du département des Pyrénées-Atlantiques.
Elle faisait partie depuis 1801 du canton d'Iholdy. Dans le cadre du redécoupage cantonal de 2014 en France, cette circonscription administrative territoriale a disparu, et le canton n'est plus qu'une circonscription électorale.

#### Rattachements électoraux
Pour les élections départementales, la commune fait partie depuis 2014 du canton de Nanteuil-le-Haudouin
Pour l'élection des députés, elle fait partie de la quatrième circonscription des Pyrénées-Atlantiques.

### Intercommunalité
Hosta était membre de la petite communauté de communes d'Iholdi-Ostibarre, un établissement public de coopération intercommunale (EPCI) à fiscalité propre créé en 2004 et auquel la commune avait transféré un certain nombre de ses compétences, dans les conditions déterminées par le code général des collectivités territoriales.
Dans le cadre des dispositions de la loi portant nouvelle organisation territoriale de la République du 7 août 2015, qui prévoit que les établissements publics de coopération intercommunale (EPCI) à fiscalité propre doivent avoir un minimum de 15 000 habitants, l'ensemble des intercommunalités du Pays basque décident de fusionner, formant le 1er janvier 2017 la communauté d'agglomération du Pays Basque dont est désormais membre la commune.

### Liste des maires
| Période                                  | Période                        | Identité                | Étiquette | Qualité                      |
| ---------------------------------------- | ------------------------------ | ----------------------- | --------- | ---------------------------- |
| Les données manquantes sont à compléter. |                                |                         |           |                              |
| 1797                                     | 1800                           | Jean Suhart             |           | Laboureur                    |
| 1813                                     | 1822                           | Jean Çabalet dit Uhart, |           | Laboureur                    |
| 1823                                     | 1831                           | Jacques Uhart           |           |                              |
| 1831                                     | 1848                           | Urruty                  |           |                              |
| 1848                                     | 1860                           | Pierre Uhart,           |           | Laboureur                    |
| 1861                                     | 1870                           | Bernard Olhasso         |           | Laboureur                    |
| 1871                                     | 1880                           | Pierre Uhart,           |           |                              |
| 1881                                     | 1884                           | Pierre Othatceguy       |           | Laboureur                    |
| 1884                                     | 1890                           | Pierre Uhart            |           |                              |
| Les données manquantes sont à compléter. |                                |                         |           |                              |
| 1995                                     | 2014                           | Yves Lascor             | DVD       |                              |
| 2014                                     | juillet 2022                   | Michel Uhart,           |           | Agriculteur Mort en fonction |
| septembre 2022                           | En cours (au 16 décembre 2022) | Arnaud Pierre Bidegain  |           | Ingénieur ou cadre technique |

## Équipements et services publics
Les équipements sportifs se limitent à un fronton au centre du village.

## Population et société

### Démographie
L'évolution du nombre d'habitants est connue à travers les recensements de la population effectués dans la commune depuis 1793. Pour les communes de moins de 10 000 habitants, une enquête de recensement portant sur toute la population est réalisée tous les cinq ans, les populations de référence des années intermédiaires étant quant à elles estimées par interpolation ou extrapolation. Pour la commune, le premier recensement exhaustif entrant dans le cadre du nouveau dispositif a été réalisé en 2005.

En 2022, la commune comptait 100 habitants, en évolution de +23,46 % par rapport à 2016 (Pyrénées-Atlantiques : +3,78 %, France hors Mayotte : +2,11 %).
| 1793 | 1800 | 1806 | 1821 | 1831 | 1836 | 1841 | 1846 | 1851 |
| ---- | ---- | ---- | ---- | ---- | ---- | ---- | ---- | ---- |
| 343  | 241  | 372  | 315  | 364  | 340  | 331  | 358  | 324  |

| 1856 | 1861 | 1866 | 1872 | 1876 | 1881 | 1886 | 1891 | 1896 |
| ---- | ---- | ---- | ---- | ---- | ---- | ---- | ---- | ---- |
| 290  | 339  | 339  | 320  | 342  | 320  | 313  | 285  | 280  |

| 1901 | 1906 | 1911 | 1921 | 1926 | 1931 | 1936 | 1946 | 1954 |
| ---- | ---- | ---- | ---- | ---- | ---- | ---- | ---- | ---- |
| 279  | 302  | 291  | 263  | 252  | 252  | 234  | 235  | 199  |

| 1962 | 1968 | 1975 | 1982 | 1990 | 1999 | 2005 | 2006 | 2010 |
| ---- | ---- | ---- | ---- | ---- | ---- | ---- | ---- | ---- |
| 186  | 162  | 135  | 122  | 95   | 81   | 79   | 79   | 74   |

| 2015 | 2020 | 2022 | - | - | - | - | - | - |
| ---- | ---- | ---- | - | - | - | - | - | - |
| 80   | 100  | 100  | - | - | - | - | - | - |

Au recensement fiscal de 1350 Hosta compte 27 feux (on compte environ 5,5 personnes par foyer). Ce chiffre passe à 12 dans le recensement de 1412-1413 réalisé sur ordre de Charles III de Navarre. Cette forte baisse est générale dans la région qui s'est largement dépeuplée durant cette période à cause de la peste noire.
Le recensement de 1551 des hommes et des armes qui sont dans le présent royaume de Navarre d'en deçà les ports, révèle une démographie en forte croissance : il indique à Hosta la présence de 29 feux.

## Économie

### Emploi et revenus
En 2019 les résidents occupent 42 emplois dont 19 sont situés sur la commune. Ils se répartissent de la façon suivante :
| salarié     | 23 | fonction publique, CDI | 20  |
|             |    | CDD                    | 2   |
|             |    | intérim                | 1   |
|             |    | Emploi aidé            | --- |
|             |    | apprentissage, stage   | --- |
| non-salarié | 18 | indépendant            | 16  |
|             |    | employeur              | 2   |
|             |    | aide familial          | --- |

L'activité est principalement tournée vers l'agriculture. La commune fait partie de la zone d'appellation de l'ossau-iraty.

## Culture locale et patrimoine

### Lieux et monuments
- Une enceinte protohistorique de 1,5 ha à parapet de pierres se dresse au lieu-dit Munhoa, à 592 m d'altitude[70],[Carte 1].
- La maison forte appelée Jauregia[71] date du Moyen Âge. La salle d'ozte apparaît dans des documents du début du XIVe siècle[72].
- Des maisons datant du XVIIIe siècle[73] sont répertoriées par les monuments historiques.
- Une croix de chemin déplacée au cimetière date de 1669[74],[75].
- L'église Saint-Pierre a été reconstruite en 1732 sur l'église du XIe ou du XIIe siècle. Elle a été remaniée au XIXe siècle et restaurée au XXe[76].

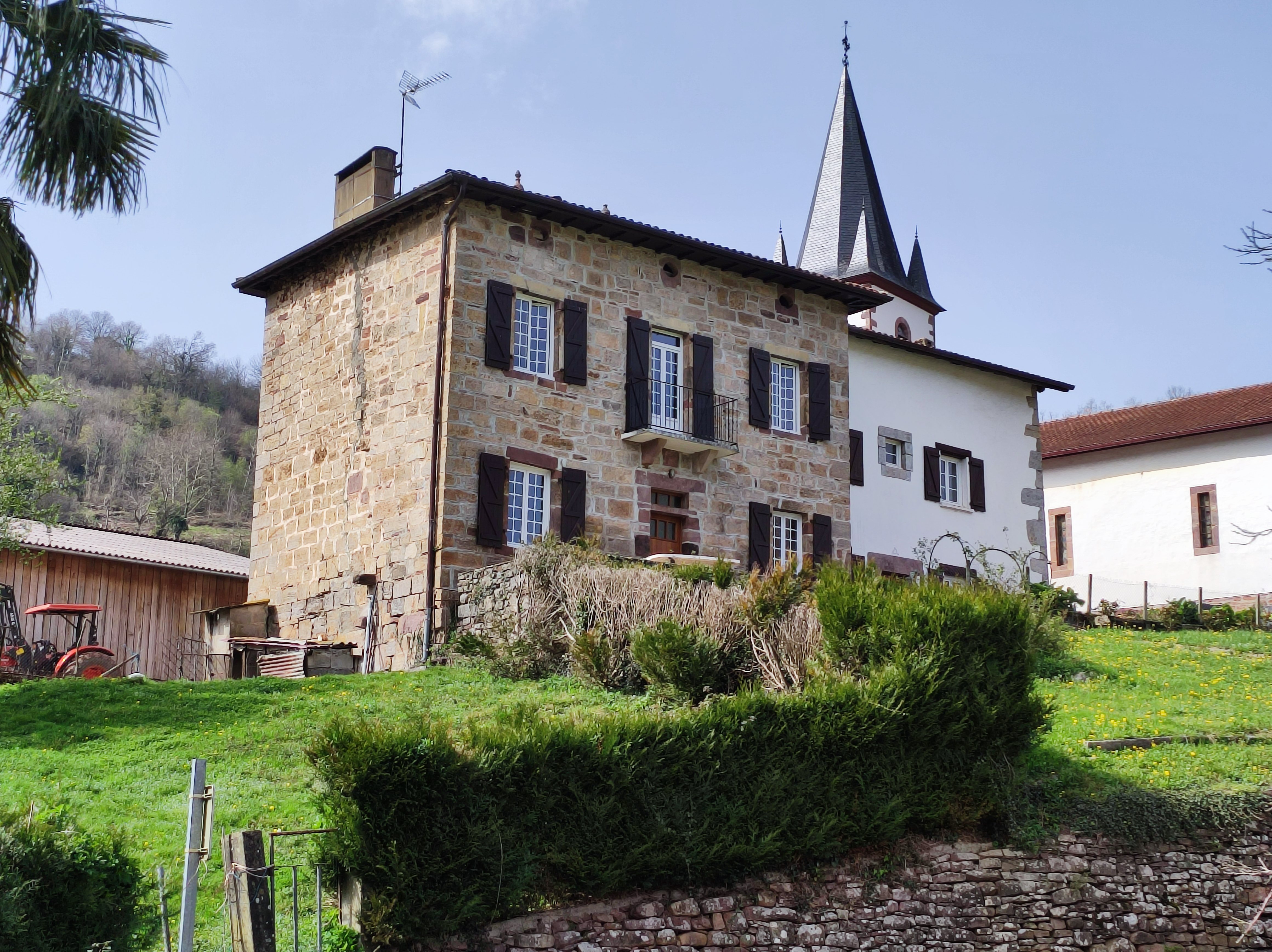
Maison forte Jauregia.
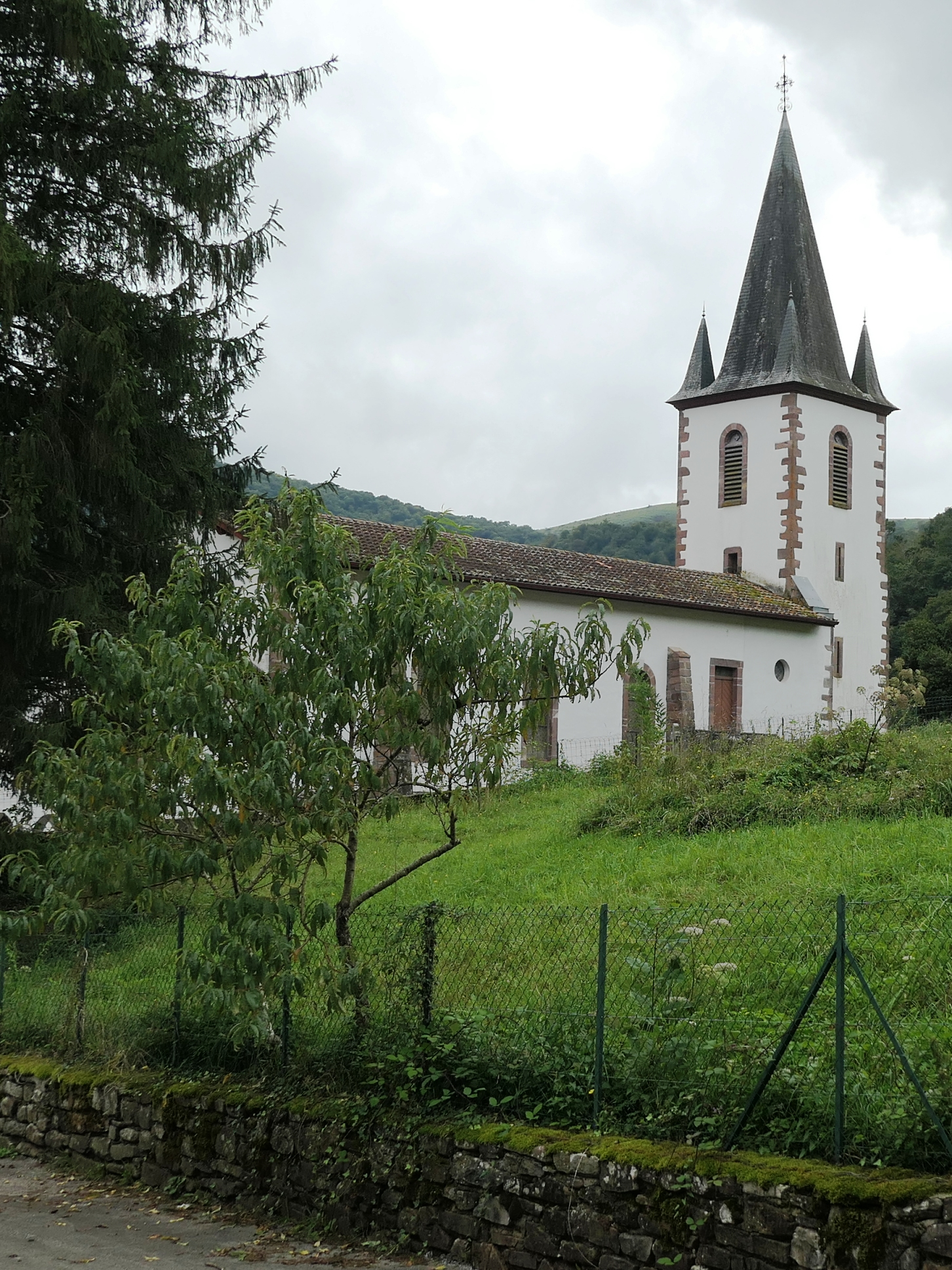
Église Saint-Pierre.
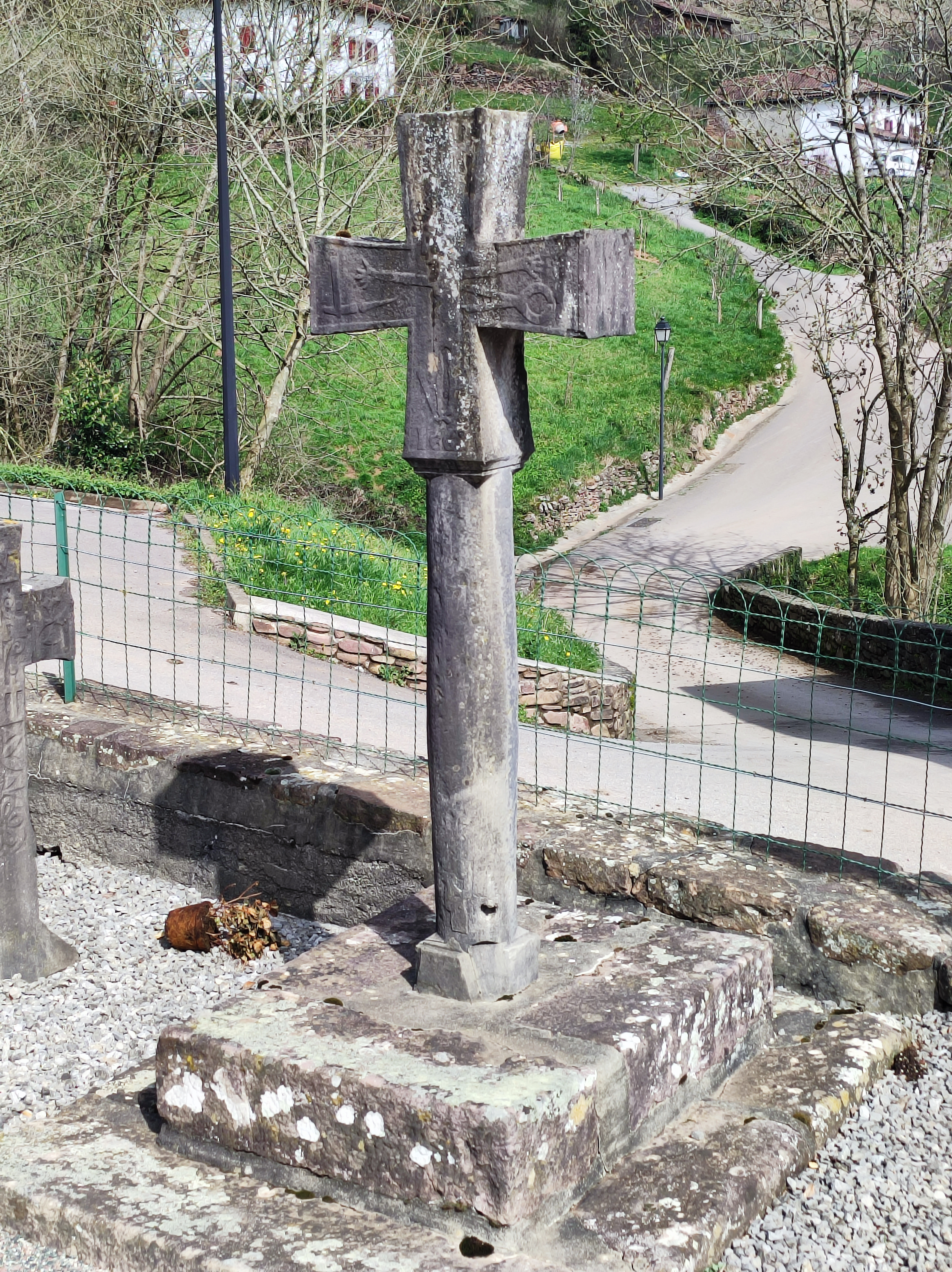
Croix de chemin de 1669.

### Personnalités liées à la commune
- Asisko Urmeneta est un auteur de bandes dessinées et graffeur vivant à Hosta.

## Pour approfondir